# Charlotte Désert
Charlotte Désert (Parigi, 25 luglio 1989) è un'attrice francese.
È conosciuta per aver interpretato il ruolo di Léna nella serie per ragazzi Summer Dreams.
Segue dei corsi di teatro dall'età di 9 anni.
Dal 30 giugno 2008, può essere seguita sul canale francese M6 ne Pas de secret entre nous, in cui interpreta il ruolo di Jennifer Ferlet la chionsara.

## Filmografia
- 2008 : Entre deux avions di Noël Alpi (cortometraggio)

### Televisione
- 1999 : Brigade des mineurs di Michaëla Watteaux
- 2006 : Diane, uno sbirro in famiglia (serie TV, 1 episodio), Commissario Navarro (serie TV, 1 episodio)
- 2006-2007 : Summer Dreams (Serie TV)
- 2007 : Les bleus (serie TV, 1 episodio), Famille d'accueil (serie TV, 1 episodio)
- 2008 : Pas de secrets entre nous (Serie TV)
- 2009 : Le Temps est à l'orage di Joyce Buñuel